# Pega van Croyland
De heilige Pega van Croyland (gestorven 719) was een Engelse kluizenares en pelgrim.

## Biografie-legende
Pega was een dochter van adel, afkomstig uit Mercia. Evenals haar broer Guthlac, die zich als kluizenaar had teruggetrokken op Croyland, een eiland in de moerassen van Lincolnshire, besloot Pega kluizenares te worden in een plaats, die nu naar haar vernoemd werd: Peakirk (Pega's kerk).
Toen haar broer in 714 stervende was, vroeg hij aan een broeder om aan zijn zuster zijn overlijden te melden en haar te vragen hem te wikkelen in een neteldoek, die hij van Ecgburg, een abdis van een naburig klooster, gekregen had, en te begraven in een kist.
Guthlac werd begraven, maar niet volgens zijn laatste wens. Een jaar later besloot Pega alsnog gehoor te geven zijn wens en zijn relieken te eren. Toen de kist van haar broer uit het graf werd getild en geopend, bleek het lichaam nog geheel intact. Daarna werd het gewikkeld in de neteldoek en begraven in een praalgraf in een klooster, gebouwd op initiatief van Æthelbald van Mercia. Aan Guthlac werd later een wonder toegeschreven, doordat door hem gezegend zout, opgelost in water, de genezing bewerkstelligde van een blinde. 
Aan het einde van haar leven maakte Pega een pelgrimstocht naar Rome, waar zij ook overleed. Zij werd aldaar in een onbekende kerk begraven.

## Naamdag
Pega's naamdag is 8 januari en zij geldt als de patrones van de plaats Peakirk.

## Interpretatie
Het leven van volledige afzondering dat Pega en Guthlac verkozen, wordt gezien als symbool voor de visie dat niet het aardse maar het leven na de dood centraal moet staan in het leven van de mens.